# Johannes van Spengen
Johannes Jacobus van Spengen (Den Haag, 20 februari 1887 - Den Haag, 9 juni 1936) was een Nederlands baanwielrenner. Hij nam deel aan de Olympische Spelen in 1908 waarin hij 4e werd in de ploegenachtervolging op de baan.